# Condado de Emanuel
O Condado de Emanuel é um dos 159 condados do Estado americano de Geórgia. A sede do condado é Swainsboro, e sua maior cidade é Swainsboro. O condado possui uma área de 1 788 km², uma população de 21 837 habitantes, e uma densidade populacional de 12 hab/km² (segundo o censo nacional de 2000). O condado foi fundado em 10 de dezembro de 1812.